# Protoespatário da vasilha

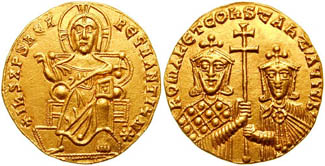
Soldo de r. e r.

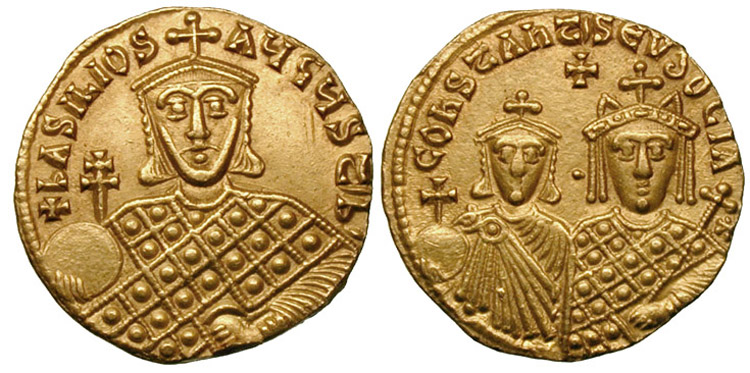
Soldo de r.

Protoespatário da vasilha (em latim: πρωτοσπαθάριος της Φιάλης; romaniz.: protospathários tes phiáles) era um título bizantino obscuro atestado apenas no século X. O termo phiáles (lit. "vasilha" ou "tigela para beber") tem origem incerta, sendo possível, segundo Rodolphe Guilland, que fizesse referência a alguma parte do porto do Palácio de Bucoleão. Ironicamente, o protoespatário da vasinha foi somente descrito na obra Sobre a Administração do Império do imperador Constantino VII Porfirogênito (r. 913–959), estando ausente nas Taktita.
Sabe-se que o título de protoespatário da vasilha era conferido a um oficial naval que exerceria a função de juiz dos remadores imperiais. Até o reinado de Romano I Lecapeno (r. 920–944), ele tinha jurisdição apenas sobre os remadores dos navios do imperador, estando aqueles que operavam os navios da imperatriz sob controle do mestre da mesa (epi tes trapezes) da augusta; em data desconhecida, Romano teria ampliado sua jurisdição para os navios da augusta.
Segundo o Sobre a Administração do Império, durante o reinado de Basílio I, o Macedônio (r. 867–886), um certo Podaron teria sido nomeado como protoespatário da vasilha e mais tarde estratego dos Cibirreotas. Sabe-se que ele era iletrado e que um juiz do Hipódromo teria sido nomeado para ajudá-lo a julgar os remadores imperiais.